# Domenico da Tolmezzo

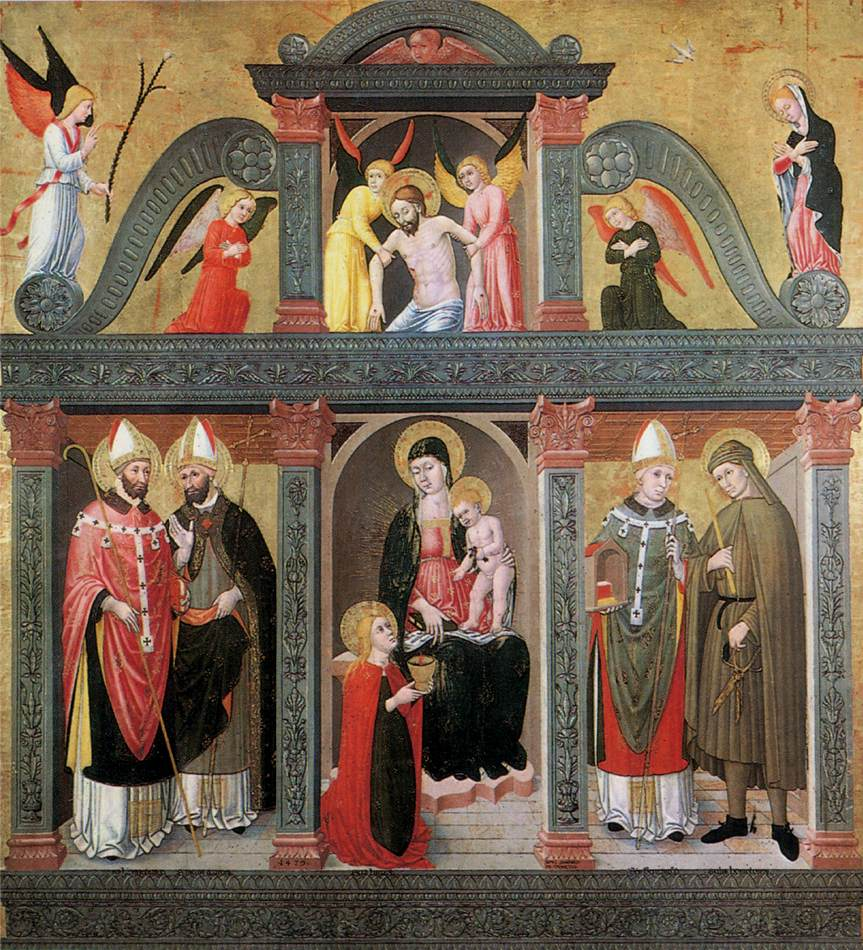
Pala di santa Lucia, Galleria d'Arte Antica, Udine

Domenico da Tolmezzo, talvolta citato come Domenico Mion o Domenico Mioni, oppure Domenico di Candido (Val Degano, 1448 – Udine, 1507) è stato un pittore e scultore italiano.

## Biografia

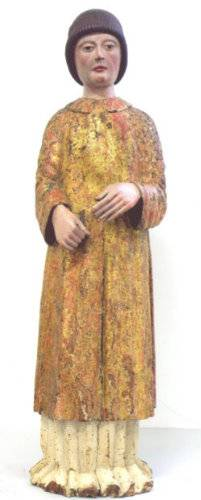
Bottega di Domenico da Tolmezzo, Santo Diacono, Museo diocesano e gallerie del Tiepolo, Udine.

Figlio del calzolaio e pellicciaio Candussio Mioni, fratello di Martino, lui pure intagliatore ligneo, Domenico da Tolmezzo, 
si trasferì in giovane età ad Udine, dove svolse il suo apprendistato, per sei anni, presso la bottega del pittore e intagliatore friulano Giovanni di Francia, detto Francione.
Si sposò con Romea Pollame nel 1469, dalla quale ebbe sei figli: Franceschina, che divenne moglie del pittore veneziano Marco Bello, Susanna, Tommasa, Giovanni, intagliatore e pittore, Caterina e Girolamo. Durante la sua vita Domenico da Tolmezzo svolse attività pubblica e politica, assumendo numerose cariche nella città di Udine: per sei anni, dal 1496 al 1501 fu membro del consiglio della comunità e nel 1501 fu deputato dell’ordine popolare. Nel 1505 e nel 1506 appartenne alla confraternita di San Cristoforo di Udine.
Domenico da Tolmezzo viene considerato il leader della "Scuola di Tolmezzo", nutrito gruppo di artisti friulani attivi nella seconda metà del Quattrocento, in un contesto dove si mescolarono le innovazioni rinascimentali provenienti dai centri veneti con le residue influenze del gotico veneziano, seguendo l'esempio degli artisti altoatesini e muranesi.Degna di menzione è la pala d'altare raffigurante la Madonna con Bambino e Santi, risalente al 1479 e custodita nei Civici musei e gallerie di storia e arte, al Castello di Udine.
Domenico da Tolmezzo fu instradato verso l'arte da padre Candido, che lo iscrisse a scuola di pittura intorno al 1462, e restano ancora oggi visibili le testimonianze della sua attività grazie agli affreschi di Santa Toscana a Verona, nel soffitto, nella sacrestia, nell'abside, oltre alla pala e la Crocefissione (1479) di stile gotico, la pala d'altare per il duomo di Udine, ora a Santa Maria di Castello. In questa ultima opera, pur ispirandosi al Mantegna, soprattutto al Polittico di San Zeno, evidenziò forti legami con Francesco Benaglio e con la scuola veronese.
Ancora più feconda fu l'attività come scultore delle pale di legno, che evidenziarono la monumentalità e i ritmi dei Vivarini. Tra gli esempi più significativi si annoverarono l'ancona di San Pietro di Carnia a Zuglio, terminata nel 1484, caratterizzata da figure massicce; i santi Leonardo e Matteo, resti dell'altare di Dilignidis del 1486; l'altare di Terzo per la chiesa di San Giovanni; i polittici di Illegio e di Invillino del 1497, ora nelle Gallerie di Venezia. Le sue sculture di caratterizzarono per la diversa concezione dello spazio in cui sono inserite le statue, che sono collocate in una assorta individualità, imperturbabilità, assenza di movimento, che esclude ogni forma di intimo colloquio.
Domenico da Tolmezzo fu anche cartografo e come tale stese nel 1481 il disegno prospettico del monte San Simeone; come architetto progettò nel 1497 il campanile della chiesa di San Cristoforo in Udine.
Il nipote Giovanni Martini, alla morte dello zio Domenico e del padre Martino, ereditò la bottega di famiglia.